# Verrallina protuberans
Verrallina protuberans är en tvåvingeart som beskrevs av Mercedes Delfinado 1967. Verrallina protuberans ingår i släktet Verrallina och familjen stickmyggor.
Artens utbredningsområde är Thailand. Inga underarter finns listade i Catalogue of Life.